# 瀬戸内2001大博覧会
瀬戸内2001大博覧会（せとうちにせんいちだいはくらんかい）は、岡山県岡山市で開催された博覧会。

## 概要
山陽新聞社創刊100周年・瀬戸大橋着工・岡山市制施行90周年を記念し開催、糸川英夫が所長を務める組織工学研究所の監修の元科学性を盛り込んだ展示を行った。
- 主催：岡山県、岡山市、山陽新聞社
- 会場：岡山県岡山市藤田錦[2] 岡山県開発公社用地[1]（約15万平米[1] 閉幕後は工業住宅用地に指定[3]）
- 会期：1979年3月17日 - 6月17日[3]
- テーマ：光・エネルギー・人との調和[1]
- 来場者：約133万人（目標：100万人）[3]
- 収入：約7,200万円[3]

## 施設・パビリオン
- レーザー・シンセサイザー館 - レーザー光線とシンセサイザー音楽を組み合わせた光模様の幻想の世界を演出する[1]。
- スペース180館 - 高さ9m・直径16mの半球型スクリーンで[1]、アメリカ・オムニビジョン製の180度魚眼レンズによる「シネマ180」を用いた立体映画を上映[2]。期間中約2000回上映し延べ50万人が入場[1]。
- エレクトロニクス館　- コンピューター、テレビ電話などの電子技術を展示。コンピューター似顔絵や運勢占いなどを展開[1]。
- トランスポート館 - 瀬戸大橋やリニアモーターカー、省エネクリーン車などの未来の交通を展示、また特別展示として路線長100mのミニSLも運行[1]。
- エネルギー館 - 原子力発電、核燃料、新エネルギーの3分野に分けてエネルギーを考える時代にふさわしい展示を展開、参加型実験も交えて楽しさと親しみやすさに考慮した啓発展示とした[1]。
- 機械と遊び館 - アイデアある出品物を入場者が試乗する展示を展開[1]。
- 郷土館 - 岡山県・岡山市共同で「明るく豊かな郷土づくり」をテーマに展示[1]。
- 生活館 - 大手企業・県内メーカー30数社による共同展示[1]。
- バザール館 - 海外民芸品や土産を販売[1]。
- ゼネラル館 - 「ぼくらの21世紀」をテーマに募集した児童画を展示[1]。
- プレイランド - 明昌特殊産業が運営し[2]、ジェットコースター「ジェットスパイラル」（全長460m・平均時速60km[2]）、ゴーカート等を設置[3]。
- お祭り広場 - 山陽放送のテレビ・ラジオ公開放送や郷土芸能、人気タレントのステージなどを展開[1]。
- 緑の丘[3]
- サンカク広場[3]